# Alloclubionoides cochlea
Alloclubionoides cochlea är en spindelart som först beskrevs av Kim, Lee och Kae Kyoung Kwon 2007.  Alloclubionoides cochlea ingår i släktet Alloclubionoides och familjen mörkerspindlar. Inga underarter finns listade i Catalogue of Life.